# Bộ Bọ que
Bộ Bọ que, tên thường gọi là bọ que hoặc bọ gậy do hình dáng đặc trưng của chúng (không nên nhầm lẫn với loài bọ lá, Phyllidae) với danh pháp khoa học là Phasmatodea, là một bộ côn trùng. Các loài tiêu biểu trong bộ này có cách phòng thủ đặc trưng, đó là ngụy trang. Nhiều loài trong bộ được xem là những loài côn trùng dài nhất thế giới như các loài thuộc các chi Phryganistria, Ctenomorpha, và Phobaeticus.

## Tên gọi
Từ Phasmatodea trong tiếng Hy Lạp cổ là φάσμα phasma, có nghĩa là ngụy trang hoặc ma, đề cập đến sự tương đồng của chúng với thảm thực vật trong khi thực tế là động vật.

## Cơ chế tự vệ
Khả năng ngụy trang tự nhiên của chúng khiến những kẻ săn mồi khó phát hiện ra chúng. Tuy nhiên, nhiều loài có cơ chế tự vệ khác đi kèm với ngụy trang như giả chết, hù dọa, gai hoặc chất độc.

## Mô tả

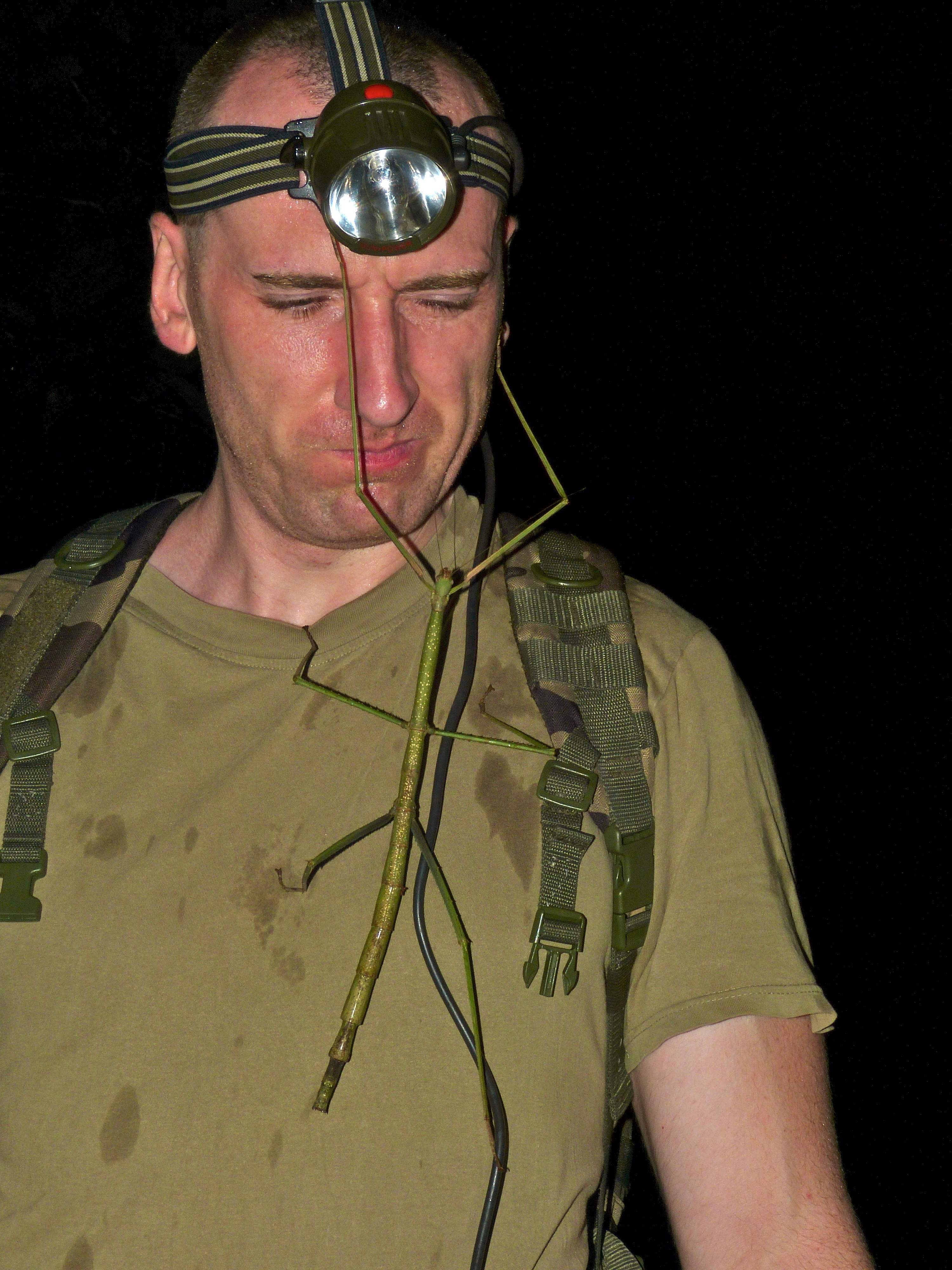
Phobaeticus serratipes

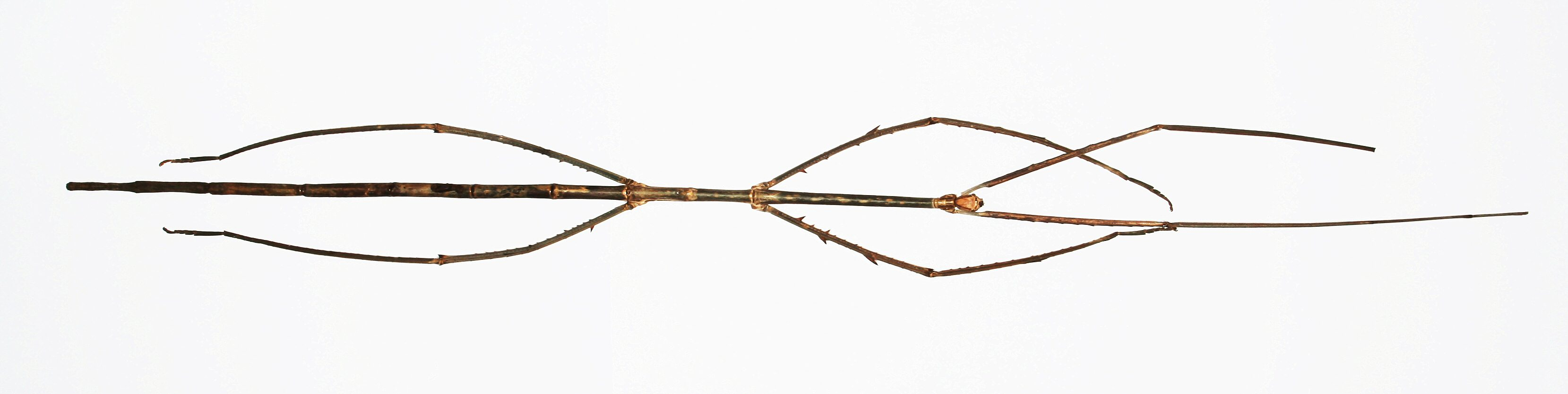
COn cái loài Phobaeticus chani, loài côn trùng dài thứ hai thế giới. Loài này có chiều dài tổng cộng là 56,7 cm (chân trước duỗi hết cỡ) và chiều dài cơ thể là 35,7 cm.

Các loài bọ que rất khác nhau về kích thước, với con cái thường phát triển lớn hơn con đực cùng loài. Con đực của loài nhỏ nhất, chẳng hạn như Timema cristinae, dài khoảng 2 cm (0,8 in), trong khi con cái của loài dài nhất, một loài chưa được mô tả có tên không chính thức là Phryganistria "chinensis", có chiều dài tới 64 cm (25 in), bao gồm cả chân dang ra. Điều này khiến nó trở thành loài côn trùng dài nhất thế giới. Loài bọ que nặng nhất có thể là Heteropteryx dilatata, con cái có thể nặng tới 65 g (2,3 oz).
Các loài trong bộ hầu hết đều có dạng que, chỉ có một số loài trong họ Phyllidae có hình dạng to và dẹt để ngụy trang dạng chiếc lá. Nhiều loài không có cánh, hoặc cánh đã bị tiêu giảm. Các loài có cánh thuờng có ngực to, vì nó chứa các cơ cánh. Đối với những loài có cánh bị tiêu giảm, cặp cánh đầu tiên hẹp và khá cứng, trong khi cánh sau rộng, có các đường gân thẳng dọc theo chiều dài và nhiều đường gân chéo. Cơ thể thường được sửa đổi thêm để giống với thảm thực vật, với các đường vân giống như gân lá, củ giống như vỏ cây và các dạng ngụy trang khác. Một số loài, chẳng hạn như Carausius morosus, thậm chí có thể thay đổi sắc tố để phù hợp với môi trường xung quanh. Phần miệng các loài trong bộ này nhô ra khỏi đầu. Chân thường dài và thon, và một số loài có khả năng tự động cắt chi. Bọ que có râu dài và mảnh, dài bằng hoặc dài hơn phần còn lại của cơ thể ở một số loài.
Tất cả các loài bọ que đều có mắt kép, nhưng mắt đơn (cơ quan nhạy cảm với ánh sáng) chỉ được ghi nhận ở năm nhóm Lanceocercata, Necrosciinae, Pseudophasmatidae, Palophidae và Phylliidae. Trong số này, chỉ có ba nhóm đầu tiên có con cái với mắt đơn, giống như đôi cánh dường như đã tiến hóa lại từ tổ tiên đã mất chúng. Các loài bọ que có một hệ thống thị giác ấn tượng cho phép chúng cảm nhận được chi tiết quan trọng ngay cả trong điều kiện thiếu ánh sáng, phù hợp với lối sống về đêm điển hình của chúng. Chúng được sinh ra với đôi mắt kép nhỏ xíu với một số khía cạnh hạn chế. Khi bọ que phát triển qua các lần lột xác liên tiếp, số lượng các mặt trong mỗi mắt được tăng lên cùng với số lượng tế bào cảm quang. Độ nhạy của mắt các cá thể trưởng thành ít nhất gấp 10 lần so với mắt của ấu trùng trong giai đoạn đầu tiên (giai đoạn phát triển). Khi mắt phát triển phức tạp hơn, các cơ chế thích ứng với sự thay đổi bóng tối/ánh sáng cũng được tăng cường: mắt trong điều kiện tối chứng tỏ ít sắc tố sàng lọc hơn, vốn sẽ cản ánh sáng, so với ban ngày và thay đổi độ rộng của lớp võng mạc để thích nghi. những thay đổi trong ánh sáng có sẵn rõ rệt hơn ở người lớn. Kích thước mắt của con trưởng thành lớn hơn khiến chúng dễ bị tổn thương do bức xạ hơn. Điều này giải thích tại sao những cá thể trưởng thành hoàn toàn chủ yếu sống về đêm. Giảm độ nhạy cảm với ánh sáng ở những loài côn trùng mới xuất hiện giúp chúng thoát khỏi đám lá trong đó chúng được nở ra và di chuyển lên trên những tán lá được chiếu sáng rực rỡ hơn. Con non là loài kiếm ăn ban ngày (ban ngày) và di chuyển tự do, mở rộng phạm vi kiếm ăn của chúng.

## Phân bố
Các loài trong bộ này được tìm thấy trên tất cả các châu lục ngoại trừ Nam Cực, nhưng chúng có nhiều nhất ở vùng nhiệt đới và cận nhiệt đới. Chúng là loài ăn cỏ, với nhiều loài sống kín đáo trong tán cây. Bộ này đặc biệt có sự đa dạng lớn ở Đông Nam Á, Nam Mỹ và Úc. Hơn 300 loài được biết đến ở đảo Borneo, khiến nơi đây trở thành nơi có số lượng lớn các loài bọ que nhất trên thế giới.

## Thích ứng với kẻ săn mồi

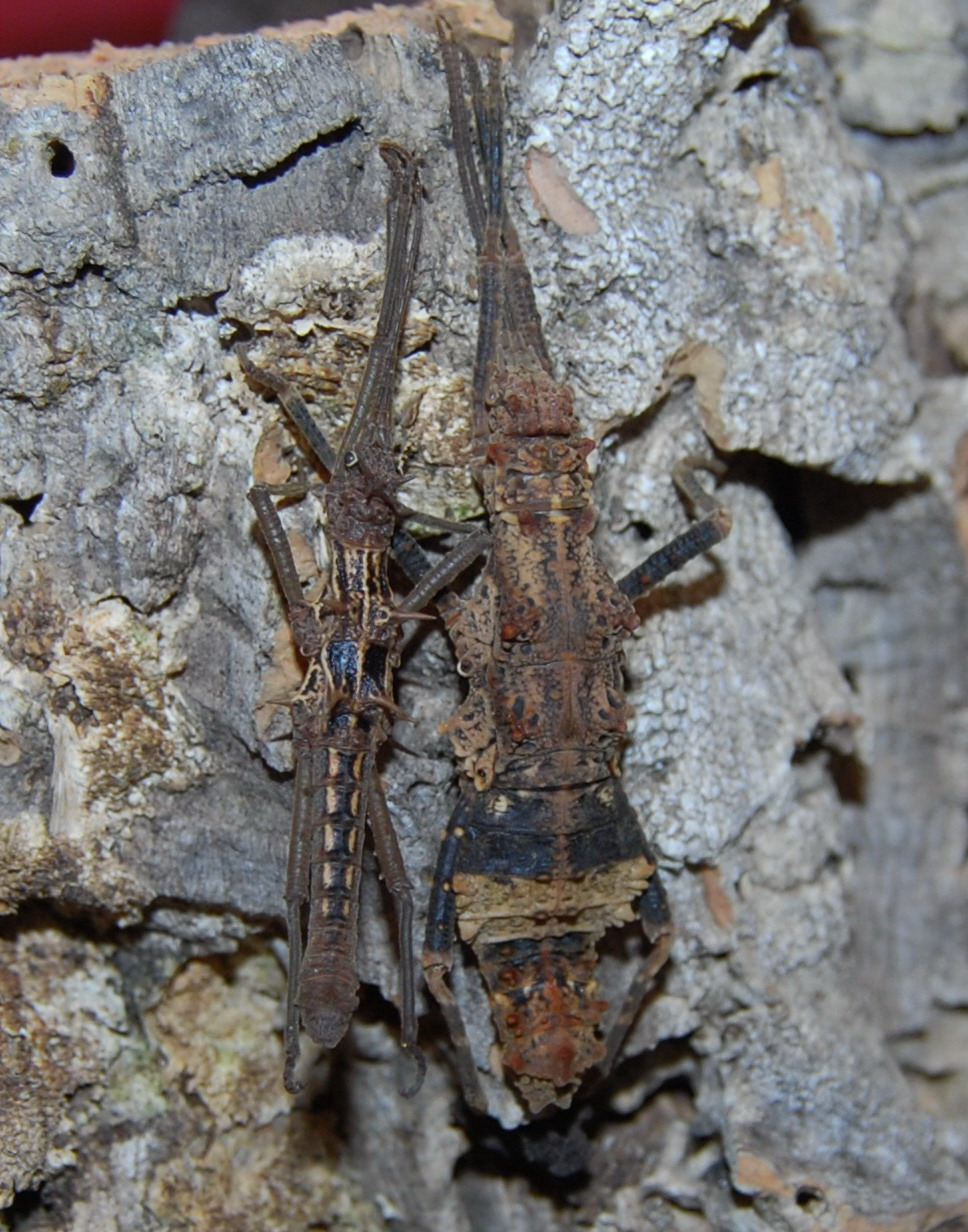
Một cặp Dares ulula đang ngụy trang

Các loài bọ que thể hiện cơ chế phòng thủ khỏi những kẻ săn mồi, ngăn chặn cuộc tấn công xảy ra ngay từ đầu (phòng thủ chính) và các cơ chế phòng thủ được triển khai sau khi cuộc tấn công bắt đầu (phòng thủ thứ cấp).
Cơ chế phòng vệ dễ nhận biết nhất của bọ que là ngụy trang, dưới hình thức bắt chước thực vật. Hầu hết các loài bọ que được biết đến với khả năng mô phỏng hiệu quả các dạng que và lá, và cơ thể của một số loài (chẳng hạn như Pseudodiacantha macklotti và Bactrododema centaurum) được bao phủ bởi các lớp rêu hoặc địa y để bổ sung cho khả năng ngụy trang của chúng. Việc duy trì trạng thái cố định tuyệt đối sẽ nâng cao tính kín đáo của chúng. Một số loài có khả năng thay đổi màu sắc khi môi trường xung quanh thay đổi (Bostra scabrinota, Timema californica). Trong sự thích ứng hành vi hơn nữa để bổ sung cho sự ẩn trốn, một số loài thực hiện chuyển động lắc lư trong đó cơ thể lắc lư từ bên này sang bên kia; điều này được cho là bắt chước chuyển động của lá hoặc cành cây đung đưa trong gió. Một phương pháp khác giúp côn trùng bám dính tránh bị săn mồi và trông giống cành cây là chuyển sang trạng thái xúc tác, trong đó côn trùng áp dụng tư thế cứng nhắc, bất động và có thể duy trì trong thời gian dài. Thói quen kiếm ăn về đêm của các cá thể trưởng thành cũng giúp bọ que ẩn mình khỏi những kẻ săn mồi.
Bằng một phương pháp phòng thủ dường như khác biệt, nhiều loài bọ que tìm cách khiến kẻ săn mồi đang xâm phạm giật mình bằng cách nhấp nháy những màu sắc tươi sáng thường ẩn giấu và tạo ra tiếng động lớn. Khi bị quấy rầy trên cành hoặc tán lá, một số loài khi rơi xuống bụi cây để trốn thoát sẽ mở đôi cánh của chúng trong giây lát khi rơi tự do để hiển thị màu sắc tươi sáng biến mất khi côn trùng tiếp đất. Những con khác sẽ duy trì màn trình diễn của chúng trong tối đa 20 phút, với hy vọng khiến kẻ săn mồi sợ hãi và mang lại vẻ ngoài có kích thước lớn hơn. Một số, chẳng hạn như Pterinoxylus spinulosus, đi kèm với hành vi là tiếng ồn tạo ra khi cọ xát các bộ phận của cánh với nhau.

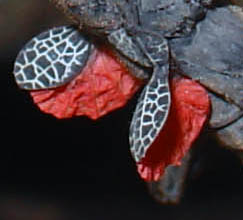
Hành vi giật mình ở con đực loài Peruphasma schultei

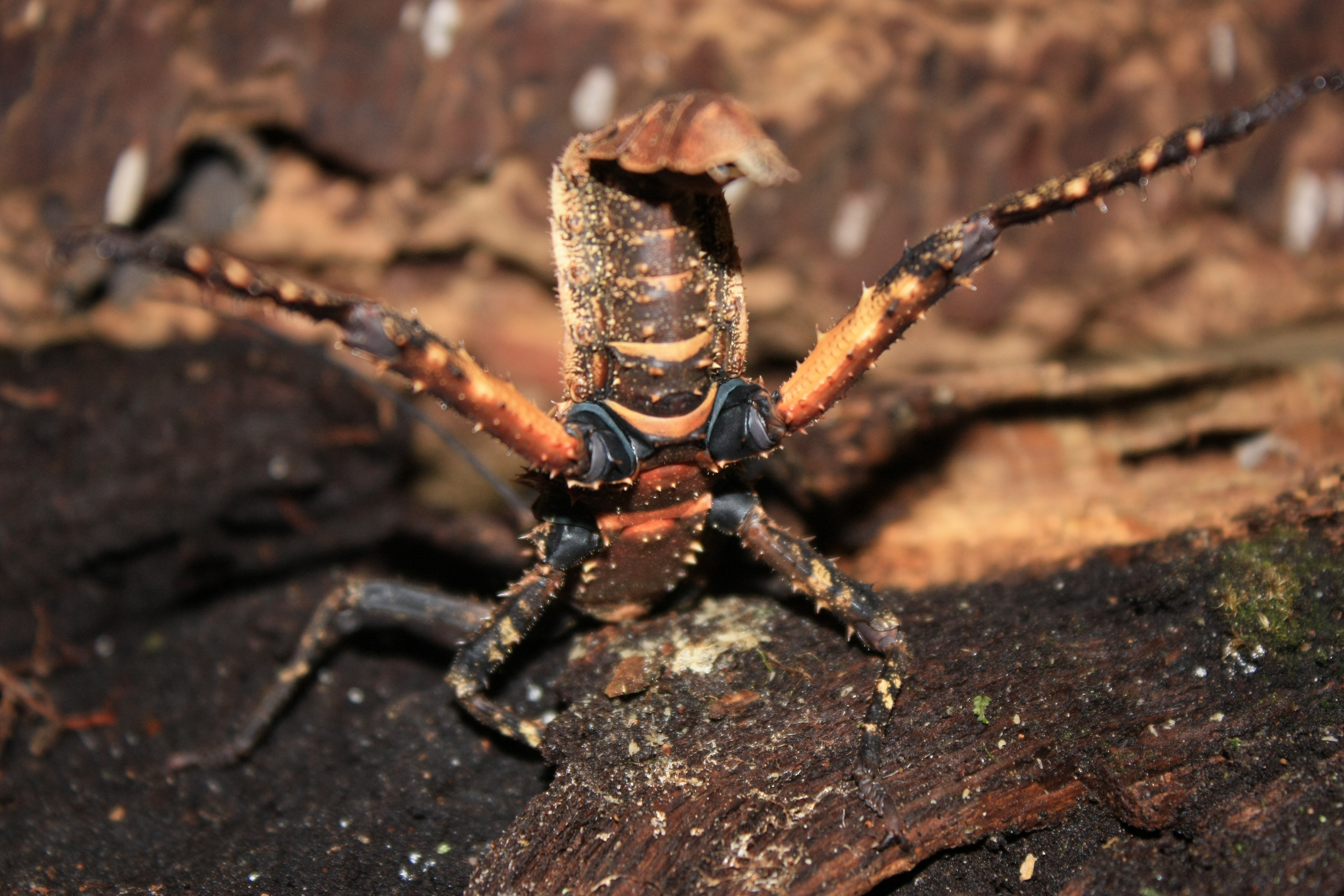
Tư thế phòng thủ của một con cái bán trưởng thành Haaniella dehaanii

Một số loài, chẳng hạn như ấu trùng của loài Extatosoma tiaratum, đã được quan sát thấy có phần bụng cong lên trên cơ thể và đầu để giống kiến hoặc bọ cạp trong hành động bắt chước, một cơ chế bảo vệ khác giúp côn trùng tránh trở thành con mồi. Trứng của một số loài như Diapheromera femorata có hình dạng thịt giống như elaiosome (cấu trúc thịt đôi khi gắn với hạt) thu hút kiến. Khi trứng đã được mang đến tổ, kiến trưởng thành sẽ cho ấu trùng ăn elaiosome (một cấu trúc thịt giàu lipid gắn vào hạt của nhiều loài thực vật, thường để thu hút kiến phát tán hạt) trong khi trứng bọ que được để lại để phát triển trong các hốc của tổ trong một môi trường được bảo vệ.
Khi bị đe dọa, một số loài bọ que có gai xương đùi trên các chân của ngực (Oncotophasma martini, Eurycantha calcarata, Eurycantha horrida, Diapheromera veliei, D. covilleae, Heteropteryx dilatata) phản ứng bằng cách cuộn bụng lên trên và liên tục vung hai chân vào nhau, nắm lấy cơ thể kẻ thù. Nếu mối đe dọa bị bắt, gai có thể hút máu ở người và gây đau đớn đáng kể.
Một số loài được trang bị một cặp tuyến ở rìa trước (phía trước) của phần trước ngực giúp côn trùng tiết ra các chất tiết phòng thủ, bao gồm các hợp chất hóa học có tác dụng khác nhau: một số tạo ra mùi đặc trưng và một số khác có thể gây ra cảm giác châm chích, bỏng rát ở mắt và miệng của kẻ săn mồi. Chất độc phun thường chứa các chất chuyển hóa dễ bay hơi có mùi hăng, trước đây được cho là tập trung ở côn trùng từ nguồn thức ăn thực vật của nó. Tuy nhiên, hiện nay có vẻ như loài côn trùng này có khả năng tự sản xuất ra các chất hóa học phòng thủ. Ngoài ra, tính chất hóa học của chất độc phòng vệ từ ít nhất một loài, Anisomorpha buprestoides, đã được chứng minh là thay đổi dựa trên giai đoạn sống của côn trùng hoặc quần thể cụ thể mà nó thuộc về. Biến thể phun hóa chất này cũng tương ứng với các dạng màu sắc cụ thể theo vùng trong quần thể ở Florida, với các biến thể khác nhau có hành vi riêng biệt. Chất độc từ một loài, Megacrania nigrosulfurea, được một bộ lạc ở Papua New Guinea sử dụng để điều trị nhiễm trùng như là một chất kháng sinh. Một số loài sử dụng cơ chế bài tiết phòng thủ trong phạm vi ngắn hơn, trong đó các cá thể tiết chất lỏng theo phản xạ qua các khớp ở chân và các đường nối của bộ xương ngoài.khi bị quấy nhiễu, chất lỏng tiết ra chứa các hợp chất khó chịu, làm nản lòng những kẻ săn mồi. Một mưu đồ khác là nôn ra chất chứa trong dạ dày của chúng khi bị quấy rối, đẩy lùi những kẻ săn mồi tiềm năng.

## Vòng đời và sinh sản
Chúng có vòng đời biến thái không hoàn toàn gồm 3 giai đoạn: trứng, thiếu trùng và trưởng thành. Nhiều loài có khả năng sinh sản đơn tính và không cần trứng đã thụ tinh để sinh ra con cái. Ở vùng khí hậu nóng hơn, chúng có thể sinh sản quanh năm. Ở những vùng ôn đới, con cái đẻ trứng vào mùa thu trước khi chết và con non sẽ nở vào mùa xuân. Một số loài có cánh và có thể phát tán bằng cách bay, trong khi những loài khác thì hạn chế hơn.

## Sinh thái
Bọ que là loài ăn cỏ, chủ yếu ăn lá cây và bụi cây, và là bộ côn trùng dễ thấy của nhiều hệ thống Tân nhiệt đới. Phasmatodea đã được coi là động vật ăn cỏ trong bóng mát. Vai trò của chúng trong hệ sinh thái rừng được nhiều nhà khoa học coi là quan trọng, họ nhấn mạnh tầm quan trọng của khoảng cách ánh sáng trong việc duy trì sự kế tục và khả năng phục hồi trong các khu rừng đỉnh cao. Sự hiện diện của các bọ que làm giảm sản lượng ròng của các cây diễn thế sớm bằng cách tiêu thụ chúng và sau đó làm giàu đất bằng cách đào thải. Điều này cho phép các cây kế tiếp muộn được thành lập và khuyến khích tái chế rừng nhiệt đới.
Phasmatodea được công nhận là loài gây hại cho rừng và cây che bóng do làm rụng lá. Didymuria violescens, Podacanthus wilkinsoni và Ctenomorphodes tessulatus ở Úc, Diapheromera femorata ở Bắc Mỹ và Graeffea crouani ở các đồn điền dừa ở Châu Đại Dương đều xảy ra trong các đợt bùng phát có tầm quan trọng kinh tế. Thật vậy, ở miền Nam nước Mỹ, cũng như ở Michigan và Wisconsin, bọ que là một vấn đề nghiêm trọng ở các công viên và khu vui chơi giải trí, nơi nó ăn hết tán lá sồi và các loại gỗ cứng khác. Sự bùng phát nghiêm trọng của bọ que, Diapheromera femorata, đã xảy ra ở Dãy núi Ouachita của Arkansas và Oklahoma. Nó ăn toàn bộ phiến lá. Trong trường hợp bùng phát nặng, toàn bộ cây cối có thể bị trụi hoàn toàn. Hiện tượng rụng lá liên tục trong vài năm thường dẫn đến cái chết của cây. Bởi vì những loài này không thể bay, sự phá hoại thường được chứa trong bán kính vài trăm thước Anh. Tuy nhiên, thiệt hại phát sinh cho các công viên trong khu vực thường rất tốn kém. Các nỗ lực kiểm soát trong trường hợp phá hoại thường liên quan đến thuốc trừ sâu hóa học; lửa trên mặt đất có hiệu quả trong việc tiêu diệt trứng nhưng có nhược điểm rõ ràng. Ở New South Wales, nghiên cứu đã điều tra tính khả thi của việc kiểm soát bọ que bằng cách sử dụng thiên địch như ong bắp cày ký sinh (Myrmecomimesis spp.).

## Phân loại
Việc phân loại Phasmatodea rất phức tạp và mối quan hệ giữa các thành viên của nó vẫn chưa được hiểu rõ. Hơn nữa, có nhiều nhầm lẫn về tên bộ này. Phasmida được nhiều tác giả ưa thích, mặc dù nó được hình thành không chính xác; Phasmatodea được hình thành chính xác và được chấp nhận rộng rãi. Tuy nhiên, Brock và Marshall tranh luận: 
Phasmida là tên lâu đời nhất và đơn giản nhất, được Leach sử dụng lần đầu tiên vào năm 1815 trong "Brewster's Edinburgh Encyclopaedia" tập 9, tr. 119, và được sử dụng rộng rãi trong các sách giáo khoa, từ điển lớn về côn trùng học và nhiều bài báo khoa học và sách về bọ que. Vì không bắt buộc phải chọn tên "đúng ngữ pháp" [mà một số người tranh luận là Phasmatodea Jacobson & Bianchi, 1902], nên việc chọn một tên lâu đời (và đơn giản) là hợp lý, mặc dù xác suất thuyết phục tất cả các đồng nghiệp đồng ý sử dụng Phasmida là không thể.
Bộ Phasmatodea đôi khi được coi là có liên quan đến các bộ khác, bao gồm Blattodea, Mantodea, Notoptera và Dermaptera, nhưng các mối liên kết không chắc chắn và việc phân nhóm (đôi khi được gọi là "Orthopteroidea") có thể là cận ngành (không có tổ tiên chung) và do đó không hợp lệ trong mô tả truyền thống (tập hợp các thuộc tính mà tất cả các thành viên đều có). Phasmatodea, từng được coi là một phân bộ của Orthoptera, hiện được coi là một bộ riêng. Các đặc điểm giải phẫu tách chúng thành một loài đơn ngành(có nguồn gốc từ một tổ tiên chung) từ Orthoptera. Một là ví dụ trong số tất cả các loài Phasmatodea của một cặp tuyến ngoại tiết bên trong prothorax được sử dụng để phòng thủ. Một nguyên nhân khác là sự hiện diện của một sclerite (tấm cứng) được hình thành đặc biệt, được gọi là vomer, cho phép con đực ôm lấy con cái trong quá trình giao phối.
Thứ tự được chia thành hai, hoặc đôi khi ba phân bộ. Sự phân chia phổ biến nhất là thành các phân bộ Anareolatae và Areolatae, được phân biệt tùy theo việc côn trùng có quầng vú trũng hay các khu vực hình tròn ở mặt dưới của đỉnh của xương chày giữa và sau (Areolate) hay không (Anareolate). Tuy nhiên, mối quan hệ phát sinh gen (tiến hóa) giữa các nhóm khác nhau được giải quyết kém. Tính đơn ngành của Anareolatae đã được đặt câu hỏi và hình thái của trứng có thể là cơ sở tốt hơn để phân loại. Một cách khác là chia Phasmatodea thành ba phân bộ Agathemerodea (1 chi và 8 loài), Timematodea(1 chi và 21 loài) và Euphasmatodea cho các đơn vị còn lại. Tuy nhiên, sự phân chia này không hoàn toàn được hỗ trợ bởi các nghiên cứu phân tử, vốn phục hồi Agathemerodea như lồng trong Verophasmatodea chứ không phải là nhóm chị em của nhóm sau. Hơn 3.000 loài đã được mô tả, với nhiều loài khác chưa được mô tả cả trong các bộ sưu tập bảo tàng và trong tự nhiên.
Trong khi các gợi ý đã được đưa ra rằng nhiều loài côn trùng kéo dài từ kỷ Permi đại diện cho bộ chị em của bọ que, các thành viên sớm nhất của nhóm là Susumanioidea, lần đầu tiên xuất hiện trong kỷ Jura giữa và thường có hai cặp cánh lớn. Các loài hiện đại lần đầu tiên xuất hiện trong kỷ Phấn trắng sớm, với hiện tại lâu đời nhất được biết đến là Araripephasma từ sự hình thành Crato sớm (Aptian) của kỷ Phấn trắng ở Brasil, khoảng 113 triệu năm tuổi, có thể được gán một cách chắc chắn cho Euphasmatodea.
Hóa thạch côn trùng lá sớm nhất (Phylliinae) là Eophyllium messelensis từ Eocene 47 triệu năm tuổi của Messel, Đức. Về kích thước và hình dạng cơ thể khó hiểu (giống như chiếc lá), nó gần giống với các loài còn tồn tại, cho thấy hành vi của nhóm đã thay đổi rất ít kể từ thời điểm đó. Agathemerodea, trước đây được đặt ở cấp độ phân bộ, hiện được coi là nomen dubium.
| Phân bộ       | Số loài        | Xác định ghi chú                                     | Hình ảnh |
| ------------- | -------------- | ---------------------------------------------------- | -------- |
| Timematodea   | 21             | Được coi là phân nhánh sớm nhất từ cây phát sinh gen |          |
| Euphasmatodea | không xác định | Phần lớn các loài còn tồn tại                        |          |